# Phyllotis vaccarum
Phyllotis vaccarum — вид гризунів родини Cricetidae. Він зустрічається в горах Анд в Аргентині та Чилі. Хоча на цих гірських вершинах немає рослинності, а муміфіковані останки мишей давно вважалося транспортованими туди людьми, живі екземпляри були спіймані на висоті 6739 метрів. Крім того, датування останків мишей показує, що вони надто нові, щоб походити з поховань епохи інків, а генетичний аналіз вказує на те, що ці миші були частиною популяції, а не привезені здалеку. Ареал цього виду також поширюється на нижчі висоти, принаймні до 3651 метра.